# Angeline Murimirwa
Angeline Murimirwa, née Mugwendere en 1980, est une féministe zimbabwéenne. Elle est directrice exécutive de Camfed en Afrique.

## Biographie
Angelique Murimirwa grandit à Denhere, dans le Zimbabwe rural. Dans les années 1990, elle est l'une des premières filles à recevoir une bourse de Camfed pour effectuer des études secondaires. Cette bourse comprenait de l'argent pour son éducation, ainsi que son uniforme scolaire, ses chaussures et son matériel scolaire,,.
Avant sa nomination en tant que directrice exécutive de Camfed en Afrique, elle travaille en tant que directrice régionale pour la Camfed en Afrique australe et orientale,. Dès 1998, elle contribue à mettre en place un réseau des anciennes élèves Camfed (Camfed Alumnae Network ou CAMA), qui commence son action avec quelques centaines de femmes. En 2012, la CAMA compte 17 000 membres dans cinq pays africains. Le réseau a célébré ses 100 000 adhérents en 2017. En 2006, la Women's World Summit Foundation lui a remis le prix pour la créativité des femmes en milieu rural. Elle est mise en vedette dans le livre Half the Sky publié en 2009 par les romanciers lauréats du Prix Pulitzer  Sheryl WuDunn et Nicholas Kristof. En 2014, elle prend la parole lors d'un événement avec Michelle Obama. En 2016, Angelique Murimirwa assiste à un autre événement Camfed où Julia Gillard, ancienne Première Ministre de l'Australie, devient marraine et conseillère de l'organisation. Au cours de cet événement, Angelique Murimirwa déclare à la tribune que « des solutions adaptées au contexte local, respectueuses du contexte et fondées sur les ressources locales, sont la clé de notre succès ». la Fondation Clara Lionel (organisation non gouvernementale américaine fondée en 2012 par la chanteuse Rihanna) lui décerne le Diamond Ball Honors Award 2017.  Lors de cet événement, elle évoque son parcours personnel depuis la pauvreté jusqu'à son rôle actuel à Camfed, et dédie le prix aux «100 000 membres de Camfed»,. Murimirwa est mariée et mère de quatre enfants.  Elle a été incluse en 2017 dans une liste de la BBC, intitulée 100 Women, des femmes les plus influentes dans le monde.